# らいむらいと
『らいむらいと』は、1974年にリリースされた、甲斐バンドのデビュー・アルバム。

## 概要
甲斐バンド1作目のオリジナル・アルバムである。
発売当初と再発盤とではジャケットのデザインが異なり 、再発盤のジャケットはCD化の際にも使用され続けた。しかし、2007年の紙ジャケット・デジタルリマスター盤による復刻の際、裏ジャケットに回され、表ジャケットはオリジナルのものに戻された。

## 収録曲

### オリジナル盤 / アナログ盤
| 全作詞・作曲: 甲斐よしひろ、全編曲: 甲斐バンド（特記以外）。 |                                        |              |              |      |
| #                                                            | タイトル                               | 作詞         | 作曲・編曲   | 時間 |
| 1.                                                           | 「あの頃」(管弦編曲: 瀬尾一三、青木望) | 甲斐よしひろ | 甲斐よしひろ | 4:11 |
| 2.                                                           | 「No.1のバラード」                     | 甲斐よしひろ | 甲斐よしひろ | 3:49 |
| 3.                                                           | 「悪魔に狂って」                       | 甲斐よしひろ | 甲斐よしひろ | 2:59 |
| 4.                                                           | 「恋時雨」                             | 甲斐よしひろ | 甲斐よしひろ | 3:33 |
| 5.                                                           | 「週末」                               | 甲斐よしひろ | 甲斐よしひろ | 4:56 |
| 6.                                                           | 「バス通り」                           | 甲斐よしひろ | 甲斐よしひろ | 3:03 |
| 合計時間:                                                    | 合計時間:                              | 22:31        |              |      |

| 全作詞・作曲: 甲斐よしひろ（特記以外）、全編曲: 甲斐バンド。 |                                                                                              |                          |                          |      |
| #                                                            | タイトル                                                                                     | 作詞                     | 作曲・編曲               | 時間 |
| 1.                                                           | 「魔女の季節」(バス通りのB面曲)                                                              | 甲斐よしひろ（特記以外） | 甲斐よしひろ（特記以外） | 4:48 |
| 2.                                                           | 「放課後の並木道」                                                                           | 甲斐よしひろ（特記以外） | 甲斐よしひろ（特記以外） | 4:16 |
| 3.                                                           | 「アップルパイ」                                                                             | 甲斐よしひろ（特記以外） | 甲斐よしひろ（特記以外） | 2:58 |
| 4.                                                           | 「思春期」                                                                                   | 甲斐よしひろ（特記以外） | 甲斐よしひろ（特記以外） | 6:22 |
| 5.                                                           | 「吟遊詩人の唄 (ONE MAN BAND)」(作詞: Leo Sayer / 訳詞: 甲斐よしひろ / 作曲: DAVID COURTNEY) | 甲斐よしひろ（特記以外） | 甲斐よしひろ（特記以外） | 4:59 |
| 合計時間:                                                    | 合計時間:                                                                                    | 23:23                    |                          |      |

### 2007年盤
| 全作詞・作曲: 甲斐よしひろ（特記以外）、全編曲: 甲斐バンド（特記以外）。 |                                                                                              |                          |                          |      |
| #                                                                        | タイトル                                                                                     | 作詞                     | 作曲・編曲               | 時間 |
| 1.                                                                       | 「あの頃」(管弦編曲: 瀬尾一三、青木望)                                                       | 甲斐よしひろ（特記以外） | 甲斐よしひろ（特記以外） | 4:11 |
| 2.                                                                       | 「No.1のバラード」                                                                           | 甲斐よしひろ（特記以外） | 甲斐よしひろ（特記以外） | 3:49 |
| 3.                                                                       | 「悪魔に狂って」                                                                             | 甲斐よしひろ（特記以外） | 甲斐よしひろ（特記以外） | 2:59 |
| 4.                                                                       | 「恋時雨」                                                                                   | 甲斐よしひろ（特記以外） | 甲斐よしひろ（特記以外） | 3:33 |
| 5.                                                                       | 「週末」                                                                                     | 甲斐よしひろ（特記以外） | 甲斐よしひろ（特記以外） | 4:56 |
| 6.                                                                       | 「バス通り」                                                                                 | 甲斐よしひろ（特記以外） | 甲斐よしひろ（特記以外） | 3:03 |
| 7.                                                                       | 「魔女の季節」(バス通りのc/w)                                                                | 甲斐よしひろ（特記以外） | 甲斐よしひろ（特記以外） | 4:48 |
| 8.                                                                       | 「放課後の並木道」                                                                           | 甲斐よしひろ（特記以外） | 甲斐よしひろ（特記以外） | 4:16 |
| 9.                                                                       | 「アップルパイ」                                                                             | 甲斐よしひろ（特記以外） | 甲斐よしひろ（特記以外） | 2:58 |
| 10.                                                                      | 「思春期」                                                                                   | 甲斐よしひろ（特記以外） | 甲斐よしひろ（特記以外） | 6:22 |
| 11.                                                                      | 「吟遊詩人の唄 (ONE MAN BAND)」(作詞: Leo Sayer / 訳詞: 甲斐よしひろ / 作曲: DAVID COURTNEY) | 甲斐よしひろ（特記以外） | 甲斐よしひろ（特記以外） | 4:59 |
| 12.                                                                      | 「恋時雨（LIVE）」(Bonus Track)                                                              | 甲斐よしひろ（特記以外） | 甲斐よしひろ（特記以外） | 3:32 |
| 13.                                                                      | 「バス通り（アナザー・テイク）」(Bonus Track)                                                | 甲斐よしひろ（特記以外） | 甲斐よしひろ（特記以外） | 3:35 |
| 合計時間:                                                                | 合計時間:                                                                                    | 53:01                    |                          |      |

## 演奏者

### 甲斐バンド
- 甲斐よしひろ - Lead Vocal, Rhythm Guitar, Acoustic Guitar (A-1,2), Keyboards (B-5)
- 大森信和 - Lead Guitar, Acoustic Guitar (A-2), Acoustic 12strings Guitar, Flat Mandolin, Banjo, Latin Percussion, Chorus, Lead Vocal (B-3)
- 長岡和弘 - Bass Guitar, Chorus
- 松藤英男 - Drums, Acoustic Guitar (A-2), Keyboards (A-3, B-1,3), Chorus

### サポート・メンバー
- 瀬尾一三 - Synthesizer (A-2)